# Svenska hatt- och pälsindustriarbetareförbundet
Svenska hatt- och pälsindustriarbetareförbundet var ett svenskt fackförbund inom Landsorganisationen (LO) som bildades 1922 genom en sammanslagning av Svenska hattarbetareförbundet och Svenska pälsvaruarbetareförbundet. Det uppgick 1933 i Svenska beklädnadsarbetareförbundet. 

## Historia
- 1922 sammanslogs åtta avdelningar med 450 medlemmar inom Svenska hattarbetareförbundet och tolv avdelningar med 650 medlemmar inom Svenska pälsvaruarbetareförbundet till det nybildade Svenska hatt- och pälsindustriarbetareförbundet. Till förtroendeman utsågs Ture Hanell.
- 1927 aktualiserades frågan om att slå samman förbundet med Svenska skrädderiarbetareförbundet. Enligt LO:s industriförbundsprincip borde de två förbunden bilda ett nytt bekädnadsarbetareförbund, men förslaget avslogs med stor majoritet på kongressen samma år.
- 1933 återkom frågan om sammanslagning och nu uppgick förbundet i Svenska beklädnadsarbetareförbundet enligt LO:s plan efter att beslut fattas med knapp majoritet på kongressen 1932.